# Rapport gaz-pétrole

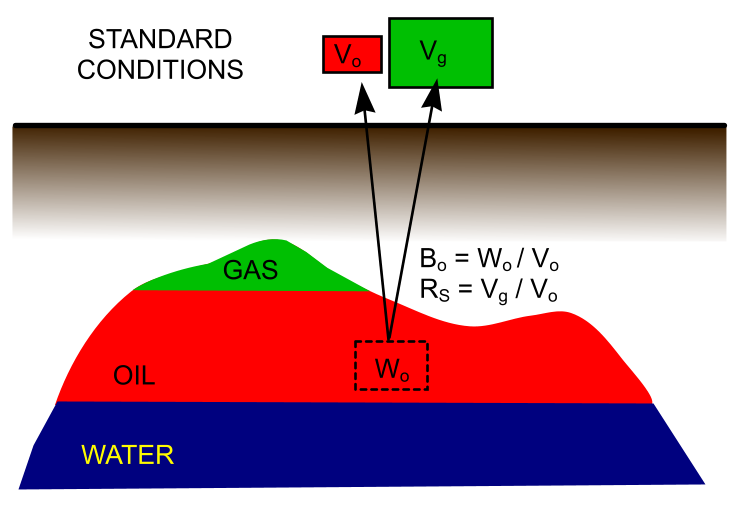
Définition du facteur volumique de formation Bo et du rapport gaz/pétrole Rs pour le pétrole

Le rapport gaz-pétrole (RGP) est la proportion de gaz naturels qui s'échappent d'un pétrole quand il est amené aux conditions de pression et de température de la surface.

## Processus
Depuis les conditions de pression maximale de la réserve de pétrole, la quantité de gaz et donc le volume de pétrole diminuent progressivement durant la remontée du courant d'hydrocarbures vers le trou de forage, puis vers l'installation de traitement et d’expédition. De plus, dans le cas des pétroles légers et des condensats riches, le rapport final du produit exporté est fortement influencé par l'efficacité de la séparation des phases liquides et de la phase gazeuse dans les unités de traitement.

## Variantes et unités
Le rapport gaz-pétrole peut être exprimé par rapport au volume initial ou au volume final du pétrole, la différence entre les deux étant principalement le gaz qui en est sorti.
Les RGP déclarés peuvent être calculés pour des quantités au moment de l'exportation qui peuvent ne pas être dans des conditions normales.
Le RGP est un rapport sans unité (volume sur volume), mais sur le terrain, il est généralement mesuré et exprimé en pieds cubes (cubic feet) de gaz par baril de pétrole ou de condensat.
Dans les états du Texas et de la Pennsylvanie, la définition légale d'un puits de gaz est celle où le RGP est supérieur à 100 000 pi3/baril ou 100 Kcf/baril ; pour le Nouveau-Mexique, comme ayant plus de 100 MCFG par baril.